# David Fox (natation)
David Fox, né le 25 février 1971 à Raleigh, est un nageur américain.

## Palmarès

### Jeux olympiques
- Atlanta 1996
  -  Médaille d'or en 4 × 100 m nage libre (participation aux séries)[1].

### Championnats du monde en petit bassin
- Championnats du monde de natation en petit bassin 1993 à Palma de Majorque
  -  Médaille d'argent en 4 × 100 m nage libre.